# Mrudula Korada
Mrudula Korada (* 26. Dezember 1987) ist eine ehemalige indische Sprinterin, die sich auf die 400-Meter-Distanz spezialisiert hatte.

## Sportliche Laufbahn
Erste internationale Erfahrungen sammelte Mrudula Korada im Jahr 2009, als sie bei den Hallenasienspielen in Hanoi mit der indischen 4-mal-400-Meter-Staffel in 3:41,23 min hinter dem Team aus Kasachstan gewann. 2011 nahm sie mit der Staffel an den Asienmeisterschaften in Kōbe teil und gewann dort in 3:44,17 min die Silbermedaille hinter dem Team aus Japan. Im Jahr darauf bestritt sie in Hyderabad ihren letzten Wettkampf und beendete daraufhin ihre Karriere als Leichtathletin im Alter von 24 Jahren.

## Persönliche Bestzeiten
- 400 Meter: 54,66 s, 5. August 2010 in Patiala